# Jann-Peter Janssen
Jann-Peter Janssen (* 12. Februar 1945 in Norden; † 7. Dezember 2022 in Simonswolde, Gemeinde Ihlow) war ein deutscher Politiker (SPD). Er war von 1994 bis 2005 Mitglied des Deutschen Bundestages.

## Leben und Beruf
Nach dem Besuch der Volksschule machte Janssen eine Lehre zum Schiffbauer und leistete danach seinen Wehrdienst ab.
Anschließend wurde er als Bandarbeiter bei der Volkswagen AG angestellt, wo er schließlich von 1982 bis 1996 Vorsitzender des Betriebsrates im Werk Emden war.
Nach dem Tod seiner ersten Ehefrau, mit der er zwei Kinder hatte, war Janssen ab 2006 in zweiter Ehe verheiratet. Im Dezember 2022 starb er im Alter von 77 Jahren. Zuletzt lebte er in der Gemeinde Ihlow.

## Partei
Janssen trat 1969 in die SPD ein und engagierte sich zunächst besonders bei den Jusos; zuletzt war er 2. Vorsitzender des SPD-Ortsvereins Norden.

## Abgeordneter
Janssen gehörte von 1972 bis 1986 und erneut von 2001 bis 2005 dem Rat der Stadt Norden an.
Von 1994 bis zur Niederlegung seines Mandates am 24. Januar 2005 war er Mitglied des Deutschen Bundestages und dort von 1998 bis 2005 stellvertretender Vorsitzender des Ausschusses für Tourismus.
Ende 2004 wurde bekannt, dass Janssen entgegen seinen ursprünglichen Angaben auch über das Jahr 1994 hinaus noch ein Gehalt von der Volkswagen AG bezogen hatte. Er erklärte daraufhin am 14. Januar 2005, auf sein Bundestagsmandat verzichten zu wollen, und legte das Mandat nieder. Für Janssen rückte Lars Klingbeil über die Landesliste nach.
Jann-Peter Janssen zog stets als direkt gewählter Abgeordneter des Wahlkreises Aurich – Emden in den Bundestag ein.